# Phyllactinia guttata
Phyllactinia guttata es una especie de hongo en la familia Erysiphaceae; El anamorfo de esta especie es Ovulariopsis moricola. Un patógeno de plantas distribuido en regiones templadas, P. guttata causa un mildiú polvoriento en hojas y tallos en una amplia gama de plantas huésped; muchos registros de infección son de especies de Corylus, como el avellano púrpura (Corylus maxima) y la avellana (Corylus avellana). Una vez que se pensó que era conespecífico con Phyllactinia chorisiae, un estudio de 1997 demostró que en realidad son especies separadas.
Microscópicamente, la P. guttata se caracteriza por grandes ascomatos, apéndices largos y angostos y puntiagudos con inflamaciones bulbosas en la base, ascos de 2 o 3 esporas con grandes ascosporas; Los ascomatos también tienen células gelatinosas con mechones de hifas que se parecen a los pelos. Los cleistotecios son capaces de diseminarse y adherirse a nuevas superficies en crecimiento por medio de células de penicilado gelatinoso.

## Taxonomía
Originalmente nombrada en 1801 como Sclerotium erysiphe por Christian Hendrik Persoon, la especie sufrió una serie de cambios de nombre en el siglo XIX. La ampliamente utilizada monografía de 1900 de Salmon sobre las Erysiphaceae estableció el nombre de Phyllactinia corylea durante aproximadamente medio siglo, hasta que se trasladó la fecha de inicio de la denominación de los hongos, y el nombre se estableció como Phyllactinia guttata.

## Descripción
El micelio puede ser abundante y persistente, o escaso y de corta duración (evanescente). Los cleistotecios pueden volverse grandes (216–245 µm), con tejido de pared blanda, y oscurecer la estructura celular y las grietas y arrugas (reticulaciones).

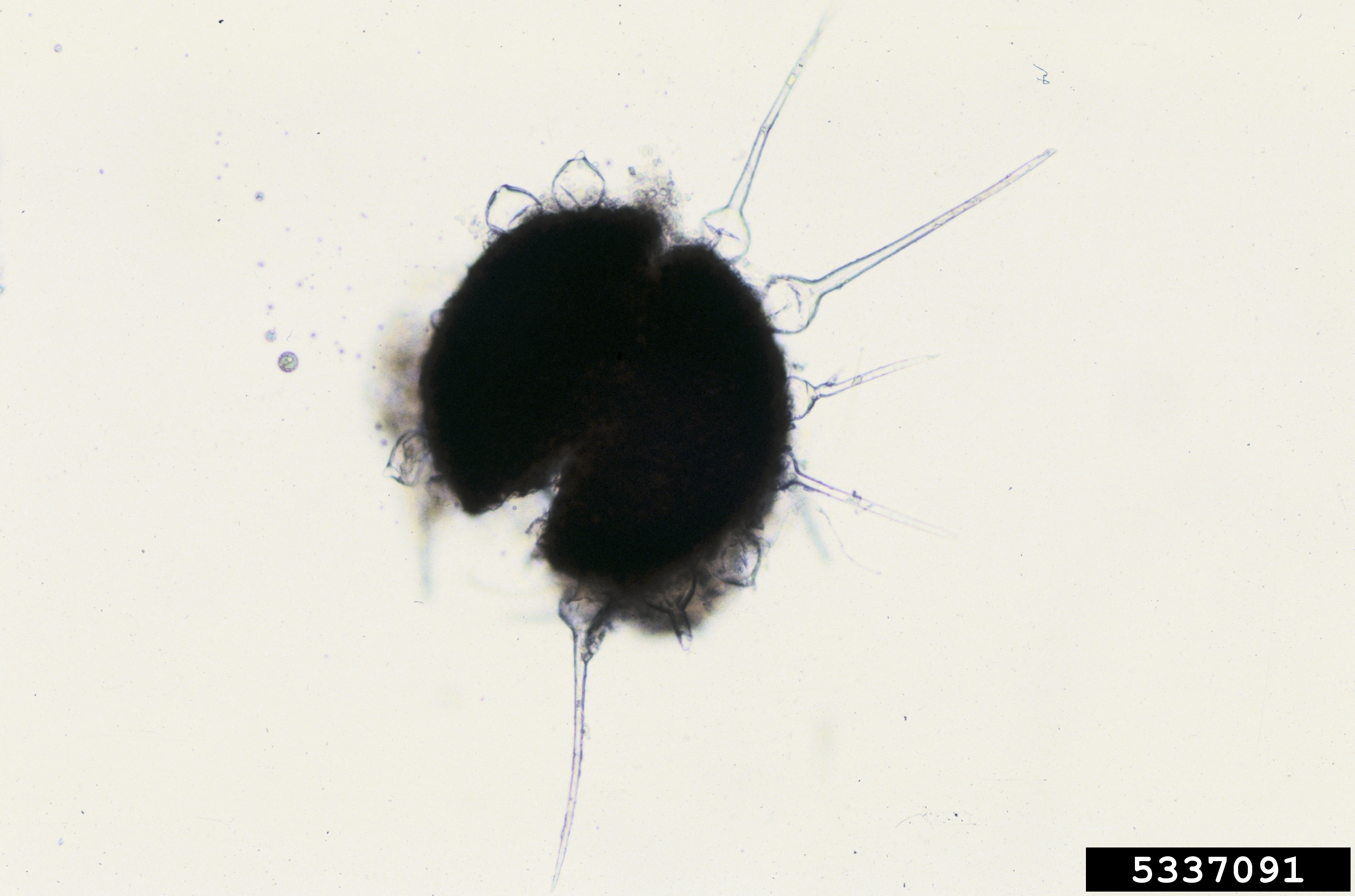
Vista microscópica del cleistotecio mostrando apéndices con base bulbosa.

Los cleistotecios típicamente desarrollan 8–12 apéndices hialinos fácilmente desmontables que varían en longitud de 191–290 µm de largo. Las ascas son de 4 a 5 a 20 o más, ovadas, soportadas por pequeñas estructuras similares a tallos (pedicelo), con dimensiones de 72–83 por 32–40 µm. Normalmente hay 2 esporas por ascus, a veces 3 o 4, y son 31–36 por 21–25 µm.
Las células unidas a la parte superior de los ascomatos que se asemejan a los pelos se conocen como células peniciladas; Están hechas de pies y filamentos. Los filamentos pueden gelatinizarse absorbiendo agua y se piensa que funcionan para ayudar a que los ascomatos se adhieran a la superficie en la que crecen, como la parte inferior de las hojas. En P. guttata, los pies son cilíndricos, de ancho irregular, 32–72 por 7.5–25 µm, y se dividen en 2–10 ramitas en la parte superior. Cada rama es corta, bulbosa, con filamentos de 20 a 42 µm, algo más cortos que los pies, que tienen 2–4 µm de ancho.ref name=Eslyn1960>Eslyn WE. (1960). «New Records of Forest Fungi in the Southwest». Mycologia (Mycologia, Vol. 52, No. 3) 52 (3): 381-387. JSTOR 3755953. doi:10.2307/3755953.</ref>
Las ramitas cortas y bulbosas en la parte superior multi-ramificada de los pies son únicas entre las Phyllactinia y son una característica taxonómica distintiva de esta especie.

## Hábitat y Distribución
P. guttula se distribuye en las regiones templadas del mundo, como China, India, Irán, Japón, Corea, Turquía, la antigua URSS, Europa (ampliamente distribuida), Canadá y Estados Unidos. Esta especie puede infectar una gran variedad de hospedadores en muchas familias de plantas. Los ejemplos incluyen especies de la familia Betulaceae (Betula, Carpinus, Corylus, Ostrya), Fagaceae (Castanea, Fagus, Quercus) y Juglandaceae (Juglans, Platycarya, Pterocarya). También se encuentra en los géneros Acer, Aesculus, Aralia, Asclepias, Azalea, Buxus, Catalpa, Chionanthus, Cornus, Frangula, Hedera, Humulus, Morus, Paliurus, Populus, Prunus, Rhamnus, Ribes, Salix, Sorbus, Syringa, y Ulmus. P. guttata es un hospedador del hifomicete fungicoluble Cladosporium uredinicola.